# Escadron suprême
L'Escadron suprême (Squadron Supreme) ou Suprême Escadron est un groupe de super-héros Marvel Comics créé par Roy Thomas et John Buscema en 1971 dans Avengers (vol. 1) #85 - 86 et qui apparaît dans différentes séries.
L'équipe originale vient de la Terre-712 (Earth-S), une terre parallèle à celle de référence de l'univers Marvel (Terre-616). Dans la récente version créée en 2006 par Joe Michael Straczynski et Gary Frank, elle opère sur la Terre-31916.
Éditorialement parlant, l'Esquadron suprême est l'équivalent Marvel de la Ligue de justice d'Amérique de DC Comics.
Sa « première apparition » s'est faite sous le nom d'Escadron sinistre, une version alternative de l'équipe, composée de super-vilains.

## Le premier Escadron suprême

### Origines
De retour d'une précédente aventure, quatre membres des Vengeurs (Goliath (Henry Pym), la Sorcière rouge, Vif-Argent et la Vision) rencontrent l'Escadron Suprême en transitant par la Terre-712. Après un bref affrontement, les Vengeurs aident à défaire un ennemi commun avant de retourner sur la Terre-616 (Avengers (vol.I) #85-86). L'Escadron réapparait quelque temps plus tard lorsque les Vengeurs arrivent sur la Terre-712 pour résoudre le problème posé par la Couronne-Serpent. Ces derniers ne tardent pas à combattre l'Escadron qui se révélera être contrôlé par la Couronne-Serpent; artefact ne tardant pas à rejoindre les abysses de l'océan de la Terre-616 (Avengers (vol.I) #141-144 et 147-149).
Plusieurs années plus tard, les Défenseurs rencontrent l'Escadron suprême sur une Terre-712 tombée sous la coupe mentale du surpuissant Overmind. Les Défenseurs arrivent à libérer l'Escadron; ensemble, ils triomphent de l'Overmind qui laisse malheureusement la planète dans un état totalement désorganisé (Defenders (vol.I) #112-115).

### Mini-série et roman graphiqueDeath of A Universe
En 1985 et 1986, les aventures de l'Escadron Suprême sur leur terre continuent dans une mini-série en 12 numéros (parus dans les Spidey 87 à 99). En effet, les membres de l'Escadron affirment qu'ils ont les connaissances et les pouvoirs nécessaires à un nouveau monde et souhaitent créer une utopie. Nighthawk démissionne en guise de protestation, considérant que l'Escadron doit servir et non gouverner. En un an, les membres de l'Escadron initient des changements majeurs et révèlent leurs identités secrètes. Ils organisent, dans les prisons, un programme de Modification du Comportement, appliquent un contrôle strict des armes et développent une technologie médicale permettant même la résurrection des morts. Néanmoins, en dépit d'une stabilité retrouvée aux États-Unis, ils encaissent de sérieux revers.
Le Golden Archer utilise un modificateur de comportement afin qu'un membre de l'équipe tombe amoureux de lui; il finit par être expulsé de l'Escadron. Amphibien démissionne à la suite des abus des modificateurs de comportements. Nukléon (Nuke) meurt en combat contre Docteur Spectrum après avoir indirectement tué ses propres parents par ses radiations et commis des destructions dans un accès de rage. Nighthawk essaye, en vain, d'obtenir l'aide des Vengeurs. Ayant cependant trouvé des alliés, il s'engage dans une bataille brutale contre ses anciens partenaires. Plusieurs membres des deux équipes sont tués, y compris Nighthawk. Un Hypérion horrifié met fin au combat en réalisant que son ami, Nighthawk, avait finalement raison.
Quelque temps après, le reste de l'Escadron suprême se rassemble pour combattre le Nth Man qui a été banni de la Terre-616. La victoire s'ensuit mais d'autres membres de l'équipe périssent. Les survivants arrivent sur la Terre-616.

### Exil et retour
L'Escadron suprême rencontre à plusieurs reprises le héros cosmique Quasar (Quasar (vol.I) #13-17, 28-29 et 50-56)) et finit par résider à la base du projet Pegasus supervisé par le docteur Andrew Kappelhoff. Ce dernier est en réalité le Corrupteur, lui-même à la solde d'Imus Champion. Les deux criminels manipulent les membres de l'Escadron afin que ceux-ci combattent les Vengeurs. Les deux équipes finissent par s'unir et vaincre leurs ennemis. Un appareil appartenant à Imus Champion permet à l'Escadron de retourner dans son propre univers (Avengers, vol.3, #5-6 et Annual 1998 parus dans les Iron Man 5-6 et Thor 2-3 en 1999).
La Terre-712, sur laquelle ils retournent, est maintenant dirigée par des entreprises qui utilisent les ressources technologiques de l'Utopie de l'Escadron (Squadron Supreme : New World Order). Alors que l'Escadron essaye de réinstaurer la démocratie, Hypérion est téléporté (par Le Bec) au sein du Panoptichron, aux côtés d'un autre Hypérion, afin de contrer une 3e version, alternative et maléfique d'eux-mêmes, et à laquelle font face les Exilés (Exiles #64-65).

## Escadron suprême 2006
Cette nouvelle version apparait pour la première fois dans Squadron Supreme, vol.2 #1 en mars 2006.

## Membres de l'Escadron suprême
- Hyperion
- Nighthawk
- Power Princess
- Docteur Spectrum
- Amphibien
- Skrullian Skymaster
- Whizzer

Sur Terre-31916 (Earth-31916)
- Hyperion
- Blur
- Dr Spectrum
- Zarda
- Amphibian
- Tom Thumb
- Arcanna
- Emil Burbank
- Nuke
- Shape
- Inertia

## Autres médias
- The Super Hero Squad Show animation 2009
- Marvel Avengers Rassemblement animation 2012